# César Cortés
César Alexis Cortés Pinto (Iquique, 9 gennaio 1984) è un ex calciatore cileno, di ruolo attaccante.

## Caratteristiche tecniche
È un'ala sinistra.

## Palmarès
- Coppa del Cile: 1

Universidad de Chile: 2012-2013